# Podkłokock
Podkłokock – kolonia w Polsce położona w województwie kujawsko-pomorskim, w powiecie lipnowskim, w gminie Wielgie.
W latach 1975–1998 miejscowość administracyjnie należała do województwa włocławskiego.